# Salinas da Junqueira

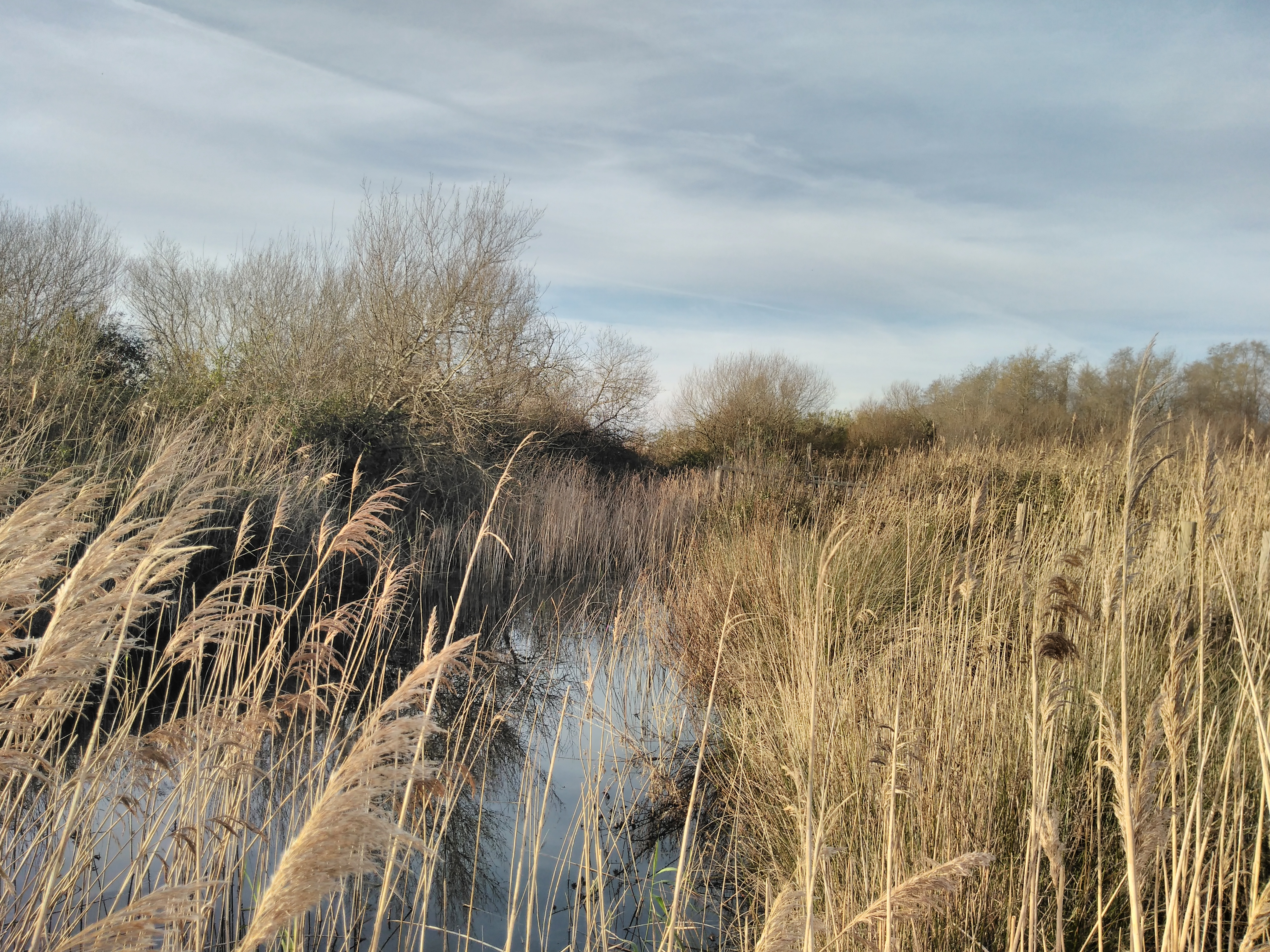
Salinas da Junqueira em 2019

As Salinas da Junqueira são das únicas salinas interiores da região. Situam-se entre as povoações de Carreira e Sismaria, na União de Freguesias de Monte Redondo e Carreira (Leiria).
As salinas resultam da ascensão de água salgada que passa por um diapiro de sal-gema e gesso que existe no local, aumentando assim a salinidade dos aquíferos. É uma salina recente, pelo que foram fundadas por José Rolo Júnior e funcionaram entre 1922 e 1980. Dessas salinas saiu toneladas de sal "Império", que era distribuído por todo o país. A salina começou a entrar em declínio em 1960 devido a uma diminuição da salinidade da água resultante de obras hidráulicas efectuadas no local. 
Mas mesmo da salina ter sido encerrada, devido ao substrato turfoso e ao solo movediço do local, a água nunca seca mesmo no Verão, proporcionando o crescimento de juncos (daí surge nome da salina) e também de caniçais e uma mata de amieiros e salgueiros. Podemos ainda encontrar vários anfíbios e répteis, bem como vestígios da presença de lontras na salina.
Hoje essa vegetação palustre apagou quase todos os vestígios de actividade humana no local, mas as salinas foram alvo de obras de recuperação e valorização.